# The Beginning (album Mercyful Fate)
The Beginning to album kompilacyjny duńskiej grupy heavymetalowej Mercyful Fate. Wydany przez Roadrunner 24 czerwca 1987 roku.
Pierwsze cztery utwory pochodzą z minialbumu Mercyful Fate, następne trzy z zapisu sesji w studiu BBC w marcu 1983, a ostatni pochodzi ze strony B albumu Melissa.

## Lista utworów
1. Doomed by the Living Dead - 5:09
2. A Corpse Without Soul - 6:59
3. Nuns Have No Fun - 4:21
4. Devil Eyes - 5:53
5. Curse of the Pharaohs (Live) - 3:53
6. Evil (Live) - 4:03
7. Satan's Fall (Live) - 10:31
8. Black Masses - 4:32

- Reedycja z 1997 roku zawiera dodatkowo utwór Black Funeral.